# Matt Hoy
Pour les articles homonymes, voir Hoy.
Matt Hoy est un surfeur australien né en 1971 à Newcastle. Il a remporté trois étapes du World Championship Tour durant sa carrière, dont l'Oxbow Réunion Pro en 1995 et le Rip Curl Pro Bells Beach en 1997.